# Paruleptes coronatus
Genre
Espèce
Paruleptes coronatus, unique représentant du genre Paruleptes, est une espèce d'opilions eupnois de la famille des Sclerosomatidae.

## Distribution
Cette espèce est endémique du Pará au Brésil.

## Publication originale
- Soares, 1970 : « Novas espécies de opiliões da Região Amazônica (Opiliones, Cosmetidae, Gonyleptidae, Phalangiidae, Stygnidae). » Revista Brasileira de Biologia, vol. 30, no 3, p. 323–338.